# ليز كاي
ليز كاي (بالهولندية: Liz Kay)‏ هي مغنية هولندية، ولدت في 1981 في دلفت في هولندا.

## وصلات خارجية
- الموقع الرسمي
- ليز كاي على موقع ميوزك برينز (الإنجليزية)
- ليز كاي على موقع ديسكوغز (الإنجليزية)
- ليز كاي على موقع ديسكوغز (الإنجليزية)